# Cobreros
Cobreros ist ein nordwestspanischer Ort und eine Gemeinde (municipio) mit 545 Einwohnern (Stand: 2024) im Osten der Provinz Zamora der Autonomen Gemeinschaft Kastilien-León. Die Gemeinde besteht neben dem gleichnamigen Hauptort Cobreros aus den Ortschaften Avedillo de Sanabria, Barrio de Lomba, Castro de Sanabria, Limianos de Sanabria, Quintana de Sanabria, Riego de Lomba, San Martín del Terroso, San Miguel de Lomba, San Román de Sanabria, Santa Colomba de Sanabria, Sotillo de Sanabria und Terroso.

## Lage
Cobreros liegt in der kastilischen Hochebene in einer Höhe von etwa 1010 m. Die Provinzhauptstadt Zamora ist etwa 100 Kilometer (Fahrtstrecke) in südöstlicher Richtung entfernt. Durch das Gemeindegebiet führt die Autovía A-52. Zahlreiche Berge befinden sich in der Gemeinde. Das Klima im Winter ist durchaus kalt, im Sommer dagegen warm bis heiß, Regenfälle (ca. 1114 mm/Jahr) fallen verteilt übers ganze Jahr.

## Bevölkerungsentwicklung
| Jahr      | 1970 | 1981 | 1991 | 2001 | 2011 | 2021 |
| Einwohner | 1661 | 1139 | 847  | 792  | 666  | 552  |

## Sehenswürdigkeiten
- Vinzenzkirche in Cobreros

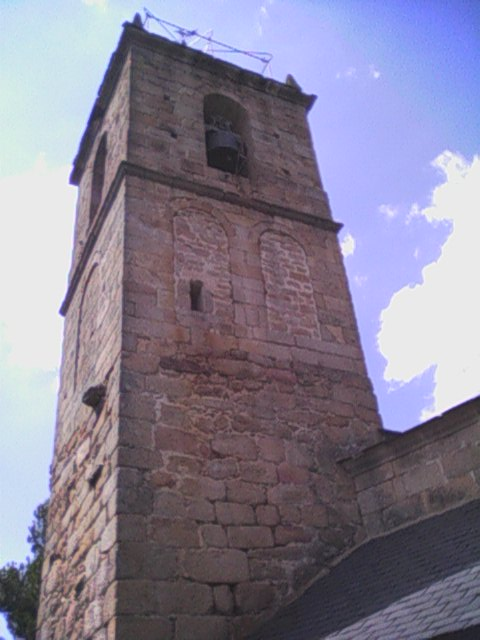
Turm der Vinzenzkirche